# Hans Neie
Hans Kurt Wilhelm Neie (* 10. November 1932 in Caputh, Preußen; † 7. November 2017 in Mönchengladbach, Nordrhein-Westfalen) war ein deutscher Kinderdarsteller. Er und Lutz Moik waren in einem Potsdamer Kinderheim für den Film entdeckt worden. Nach den Titelrollen in Meine Herren Söhne spielten sie noch einige Male zusammen. Neie war von seinem 13. bis zu seinem 22. Lebensjahr als Kinderdarsteller tätig.

## Filmografie
- 1945: Meine Herren Söhne
- 1945: Das Leben geht weiter
- 1947: Kein Platz für Liebe
- 1947: Und finden dereinst wir uns wieder…
- 1948: Eine reizende Familie
- 1948: 1-2-3 Corona
- 1949: Die Kuckucks
- 1949: Wie sagen wir es unseren Kindern?
- 1951: Contra
- 1954: Das geheimnisvolle Wrack